# Соловьёв, Виктор Григорьевич
Виктор Григорьевич Соловьев (02.01.1902—01.06.1964) — советский военачальник, генерал-майор артиллерии (20.01.1943), командир 29-го Гвардейского минометного полка (1942), командир 1-й Гвардейской минометной дивизии (1943). Участник Гражданской войны, Великой Отечественной войны.

## Биография
Виктор Григорьевич Соловьев родился 2 января 1902 года в г. Калуга Калужского района Тульской области.
В составе Красной Армии с 20 апреля 1917 года. Участник Гражданской войны.
Член ВКП(б) с 1940 года.
С апреля 1941 года по 5 июля 1941 года помощник командира 370-го гаубичного артиллерийского полка.
С 5 июля 1941 года по 10 марта 1942 года начальник штаба артиллерии 55-го укрепрайона.
С 10 марта 1942 года по 26 ноября 1942 года командир 29-го гвардейского минометного полка.
Во время наступательных боев 54 Армии в лесисто-болотистой местности в период весеннего бездорожья Виктор Григорьевич Соловьев со своим 29-м Гвардейским минометным полком поспевал за наступающей пехотой. Восемь залпов орудий полка наносили большой урон живой силе и технике противника, что подтверждали общевойсковые командиры и, в частности, командир 4-го Гвардейского стрелкового корпуса.
Особенно отличился В. Г. Соловьев под Виниголово, когда своим руководством и активным участием предотвратил вместе с полком контр-наступление противника с Виниголово на Погостье.
За боевые заслуги в проявленных сражениях В. Г. Соловьева 29 июня 1942 года в звании подполковника наградили орденом Красного Знамени.
С 26 ноября 1942 года по 5 июня 1943 года командир 3-й гвардейской минометной дивизии.
20 января 1943 года повышен в звании до генерал-майора артиллерии.
С 7 июня 1943 года по август 1945 года командир 1-й гвардейской минометной дивизии.
В звании генерал-майора командовал 1-й Гвардейской минометной дивизии, описывался командованием как образец в выполнении приказов в любой, даже самой сложной обстановке. За время боевых действий на участке 67-й армии с 22 июля по 23 августа 1943 года дивизия работала слаженно и обеспечивала шквальный огонь на позиции противника. В. Г. Соловьев лично проверял все данные разведки, а также отрабатывал все вопросы взаимодействия с общевойсковыми командирами, находясь на передовых позициях в частях пехоты.
За организацию командования и безусловно точной стрельбы награжден орденом Красного Знамени 13 октября 1943 года второй раз.
21 февраля 1944 года награжден орденом Суворова II степени.
За образцовое выполнение боевых заданий Командования и проявленные при этом доблесть и мужество 21 июля 1944 года награжден орденом Красного Знамени в третий раз.
21 февраля 1945 года награжден орденом Ленина.
С августа 1945 года до сентября 1945 года заместитель командира гвардейского минометного артиллерийского полка 2-го Дальневосточного фронта.
С сентября 1945 года по август 1947 года заместитель командира гвардейского минометного артиллерийского полка Дальневосточного военного округа.
С августа 1947 года по январь 1950 года заместитель командира артиллерии Дальневосточного военного округа.
6 ноября 1947 года за выслугу лет награжден орденом Красного Знамени в четвертый раз.
Демобилизован 12 января 1950 года.
Умер 1 июня 1964 года.

## Награды
- Орден Красного Знамени (29.06.1942)
- Орден Красного Знамени (13.10.1943)
- Орден Суворова II степени (21.02.1944)
- Орден Красного Знамени (21.06.1944)
- Орден Ленина (21.02.1945)
- Орден Красного Знамени (06.11.1947)